# Горас Ґрілі
Горас Ґрілі (англ. Horace Greeley; 3 лютого 1811 — 29 листопада 1872) — американський письменник та політик, засновник і редактор «New-York Tribune», однієї з найбільш значущих тогочасних газет. Упродовж тривалого періоду політичної активності Ґрілі короткий час був конгресменом від штату Нью-Йорк та кандидатом на президентських виборах 1872 року, на яких він, балотуючись від новоствореної Ліберальної республіканської партії, програв вибори Уліссу С. Ґранту.
Горас Ґрілі народився в бідній родині в Амгерсті, штат Нью-Гемпшир. Був учнем друкаря у Вермонті, а 1831 року переїхав до Нью-Йорка у пошуках успіху. Був автором і редактором низки видань, брав участь у діяльності Партії вігів, відігравши важливу роль в обранні 1840 року Вільяма Генрі Гаррісона президентом. Роком потому він заснував газету «Tribune», яка стала однією з найтиражованіших в країні; її щотижневі числа поштою розсилались передплатникам. З-поміж інших питань, Горас Ґрілі відстоював заселення американського Заходу, який він бачив землею можливостей для молодого та безробітного населення. Йому належить популяризація слогану «Іди на Захід, молодий чоловіче, і вирости разом із країною». Горас Ґрілі без кінця закликав до реформ, званих утопічними, як-от соціалізму, вегетаріанства, аграризму, фемінізму та руху утримання, водночас наймаючи найкращих талантів, яких йому лише вдавалось знайти.
Співпраця Ґрілі з Вільямом Г. Сьюардом та Тарловом Відом ознаменувалася його тримісячною працею в Палаті представників, де Горас Ґрілі розлютив багатьох через публікування розслідувань діяльності Конгресу у своїй газеті. 1854 року Горас Ґрілі став одним із засновників Республіканської партії та, можливо, дав їй назву. По всій державі республіканські газети регулярно передруковували його передовиці. Упродовж Громадянської війни Горас Ґрілі головно підтримував Лінкольна; спонукав президента до заборони рабства ще до появи в того таких планів. Після вбивства Авраама Лінкольна Горас Ґрілі підтримував радикальних республіканців в опозиції до президента Ендрю Джонсона. Горас Ґрілі не поладнав з республіканським президентом Уліссом Ґрантом через питання корупції та через погляди Ґрілі про втрату потреби в продовженні реконструкційної політики.
1872 року Горас Ґрілі став кандидатом у президенти від новоствореної Ліберальної республіканської партії. Незважаючи на додаткову підтримку від Демократичної партії, він програв із великим розривом. Спустошений через смерть своєї дружини, яка померла за 5 днів до виборів, Горас Ґрілі помер рівно місяць потому ще до зборів Колегії виборщиків.

## Чит. також
- Borchard, Gregory A. Abraham Lincoln and Horace Greeley. Southern Illinois University Press; 2011.
- Cross, Coy F., II. Go West Young Man! Horace Greeley's Vision for America. U. of Mexico Press, 1995.
- Downey, Matthew T. «Horace Greeley and the Politicians: The Liberal Republican Convention in 1872,» The Journal of American History, Vol. 53, No. 4. (March, 1967), pp. 727–750. in JSTOR [Архівовано 17 листопада 2019 у Wayback Machine.]
- Durante, Dianne, Outdoor Monuments of Manhattan: A Historical Guide. (New York University Press, 2007): discussion of Greeley and the 2 memorials to him in New York
- Fahrney, Ralph Ray, Horace Greeley and the Tribune in the Civil War (1936) online
- Isely, Jeter A. Horace Greeley and the Republican Party, 1853—1861: A study of the New York Tribune (1947)
- Lunde, Erik S. «The Ambiguity of the National Idea: the Presidential Campaign of 1872» Canadian Review of Studies in Nationalism 1978 5(1): 1–23.
- Mott, Frank Luther. American Journalism: A History, 1690—1960 (1962) passim.
- Parrington, Vernon L. Main Currents in American Thought (1927), II, pp. 247–57. online edition [Архівовано 23 жовтня 2019 у Wayback Machine.]
- Parton, James. The Life of Horace Greeley (1889) online [Архівовано 3 листопада 2021 у Wayback Machine.].
- Potter, David M. «Horace Greeley and Peaceable Secession.» Journal of Southern History (1941) 7#2 pp: 145—159. in JSTOR [Архівовано 17 листопада 2019 у Wayback Machine.]
- Reid, Whitelaw. Horace Greeley (Scribner's sons, 1879) online [Архівовано 6 лютого 2022 у Wayback Machine.].
- Robbins, Roy M., «Horace Greeley: Land Reform and Unemployment, 1837—1862,» [Архівовано 6 вересня 2006 у Wayback Machine.] Agricultural History, VII, 18 (January, 1933).
- Rourke, Constance Mayfield ; Trumpets of Jubilee: Henry Ward Beecher, Harriet Beecher Stowe, Lyman Beecher, Horace Greeley, P.T. Barnum (1927). online edition [Архівовано 17 січня 2011 у Wayback Machine.]
- Schulze, Suzanne. Horace Greeley: A Bio-Bibliography. Greenwood, 1992. 240 pp.
- Slap, Andrew. The Doom of Reconstruction: The Liberal Republicans in the Civil War Era (2010). online [Архівовано 15 листопада 2019 у Wayback Machine.]
- Taylor, Sally. «Marx and Greeley on Slavery and Labor.» Journalism History 6#4 (1979): 103-7
- Weisberger, Bernard A. «Horace Greeley: Reformer as Republican» . Civil War History 1977 23(1): 5–25. online